# Spindeln (bok)
Spindeln är en kriminalroman av Lars Kepler som utkom i oktober 2022 på Albert Bonniers förlag.

## Handling
Polisen jagar en intelligent seriemördare som ger dem möjligheten att rädda varje offer om de bara lyckas lösa en gåta innan det är försent.

## Framgångar
Spindeln blev den bäst säljande skönlitterära boken i Sverige under hela året 2022.